# Берковський Олександр Михайлович
Олександр Михайлович Берковський (нар. 7 серпня 1952, Дніпродзержинськ, Дніпропетровська область, УРСР — пом. 16 червня 2010, Дніпродзержинськ, Дніпропетровська область, Україна) — радянський футболіст, тренер та арбітр, виступав на позиції нападника та півзахисника.

## Кар'єра гравця
Футбольну кар'єру розпочав у 1969 році в місцевій команді «Прометей» (Дніпродзержинськ). Влітку 1970 року перейшов до черкаського «Дніпра». У 1972 році отримав запрошення від дніпропетровського «Дніпра», але виступав лише в дублюючому складі. У 1972 році завершив кар'єру футболіста.

## Кар'єра тренера
Після завершення кар'єри футболіста розпочав тренерську діяльність. У 1991 році був призначений на посаду головного тренера дніпродзержинського «Металурга», яким керував до кінця року, а в наступному 1992 році допомагав тренувати «металургів».

## Кар'єра арбітра
Також обслуговував матчі Першої ліги та чемпіонату Дніпропетровської області.
16 червня 2010 помер у віці 58 років. З 2011 року у Дніпродзержинську проводиться турнір, присвячений пам'яті Олександра Берковського.